# Джон Лангшоу Остин
Вижте пояснителната страница за други личности с името Остин.
Джон Лангшоу Остин (на английски: John Langshaw Austin) е английски философ на езика, популярен с концепцията за речевите актове и идеята, че речта сама по себе си е вид действие.

## Биография
Роден е на 26 март 1911 г. в Ланкастър в семейството на архитекта Джефри Лангшоу Остин (1884 – 1971) и съпругата му Мери Хътън Боус-Уилсън (1883 – 1948). През 1921 г. семейството се премества в Шотландия, където бащата на Джон става секретар на училището „Св. Ленард“. Остин завършва гимназията на Шрусбъри през 1924 г. и продължава обучението си по класическа филология в Балиол Колидж на Оксфордския университет (1929 – 1933). В Оксфордския университет протича и академичната му кариера – в колежа Ол Соулс (1933 – 1935) и в колежа Модлин (1935 – 1939).
През 1933 г. получава правото да води първия си курс по Literae Humaniores (Класическа филология и философия), както и наградата „Гайсфорд“ за гръцка проза. Воденето на Literae Humaniores му създава траен задълбочен интерес към произведенията на Аристотел. Първият му щатен ангажимент идва през 1935 г. като член на преподавателския състав в колежа Модлин.
Ранните интереси на Остин се отнасят до творчеството на Аристотел, Кант, Лайбниц и Платон (на първо място диалога Теетет). От съвременниците му силно му повлияват Джордж Едуард Мур, Джон Кук Уилсън и Харолд Причард. Те формират възгледа му, че нашите конкретни преценки са по-сигурни от по-общите заключения.
През Втората световна война работи за MI6. Той е в екипа по организацията на Десанта в Нормандия. Напуска армията с чин подполковник и е отличен за службата си съз званието Офицер на Ордена на Британската империя, носител на френския Военен кръст и званието Офицер на Легиона за заслуги на САЩ.
От 1952 г. до края на живота си е професор по морална философия в колежа Крайстчърч на Оксфордския университет. Публикува рядко, а влиянието му до голяма степен се осъществява чрез преподаването му и особено благодарение на известните му „Съботни утринни беседи“.
В средата на 50-те години посещава Харвард и Бъркли. В Харвард през 1955 г. изнася лекциите в чест на Уилям Джеймс, които ще се превърнат в най-прочутата му книга, Как с думи се вършат неща. Тогава се запознава и с Ноам Чомски. През 1956 – 1957 г. е председател на Аристотеловото общество (Aristotelian Society).
Умира на 8 февруари 1960 г. в Оксфорд на 48-годишна възраст от рак на белите дробове.

## Научни приноси
Неговите трудове през 50-те години на 20. век допринасят както за теоретичното предначертаване и за терминологията на модерните изследвания на речевите актове, развита по-късно от Джон Сърл, Уилям Алстон, Франсоа Реканати, Кент Бах и Робърт Харниш.